# Rumi Utsugi
Rumi Utsugi és una migcampista de futbol amb 89 internacionalitats i 5 gols pel Japó. Ha sigut campiona mundial (2011) i asiàtica (2014) i subcampiona olímpica (2012) amb la selecció, i ha jugat a les lligues del Japó, França i els Estats Units.

## Trajectòria
| Temporades    | Club            | Selecció (fases finals)                      | Títols                                  |
| ------------- | --------------- | -------------------------------------------- | --------------------------------------- |
| 2004 - 2010   | NTV Beleza      | CM 2007, JO 2008, CA 2008 i 2010, CMs20 2008 | 5 Lligues, 4 Copes, 2 Copes de la Lliga |
| 10/11 - 15/16 | Montpellier HSC | CM 2011 i 2015, JO 2012, CA 2014             | 1 Mundial, 1 Copa Asiàtica              |
| 2016 - act.   | Seattle Reign   |                                              |                                         |